# Rúben Dias
Pour les articles homonymes, voir Dias.
Santos Gato Alves Dias est un nom portugais ; le premier nom de famille (d'usage facultatif) est Santos Gato Alves et le second est Dias.
Rúben Dias, de son nom complet Rúben Santos Gato Alves Dias, né le 14 mai 1997 à Amadora au Portugal, est un footballeur international portugais, jouant actuellement au poste de défenseur central à Manchester City.

## Biographie

### Benfica Lisbonne
Né à Amadora au Portugal, Rúben Dias est formé dans le club local d'Estrela da Amadora, avant de rejoindre en 2008 le centre de formation du Benfica Lisbonne. Il y fait toutes ses gammes, avant d'intégrer l'équipe réserve en 2015 puis l'équipe première en 2017.
C'est l'entraîneur Rui Vitória qui lui donne sa chance, lui faisant jouer son premier match en professionnel le 16 septembre 2017 lors d'une rencontre de Liga NOS face au Boavista FC. Il est titularisé en défense centrale mais son équipe s'incline (2-1 score final). Il découvre la coupe d'Europe quelques semaines plus tard avec la Ligue des champions, réalisant ses débuts en tant que titulaire contre Manchester United au match aller le 18 octobre (0-1 pour Manchester) comme au retour le 31 octobre à Old Trafford (défaite 2-0 de Benfica). Il marque son premier but en professionnel le 29 décembre 2017, lors d'une rencontre de coupe de la Ligue face au Vitória de Setúbal. Titulaire, il marque le but égalisateur de son équipe (2-2 score final).
Pour sa première saison en professionnel il reçoit le prix du meilleur jeune joueur de l'année du championnat portugais.

### Manchester City
En septembre 2020, Rúben Dias est transféré à Manchester City pour une somme de 68 millions d'euros + 3 millions d'euros d’éventuels bonus, tandis que Nicolás Otamendi fait le chemin inverse.
Dias joue son premier match pour Manchester City le 3 octobre 2020, à l'occasion d'une rencontre de Premier League face à Leeds United. Il est titularisé et les deux équipes se partagent les points ce jour-là (1-1 score final),. Il inscrit son premier but pour Manchester City le 27 février 2021, lors d'un match de championnat contre West Ham United. Titulaire, il ouvre le score de la tête sur un service de Kevin De Bruyne, et participe à la victoire de son équipe (2-1 score final),.
Pour sa première saison avec Manchester City, il est élu « FWA Footballer of the Year » et il remporte le Championnat d'Angleterre ainsi que la Coupe de la Ligue.

### En sélection

#### En jeunes
Avec les moins de 17 ans, il participe au championnat d'Europe des moins de 17 ans en 2014. Lors de cette compétition, il joue quatre matchs. Le Portugal s'incline en demi-finale face à l'Angleterre.
Il dispute ensuite avec les moins de 19 ans, le championnat d'Europe des moins de 19 ans en 2016. Lors de cette compétition, il joue trois matchs, en officiant comme capitaine.
Avec les moins de 20 ans, il participe à la Coupe du monde des moins de 20 ans en 2017. Lors de cette compétition, il officie comme capitaine. Il est titulaire, mais ne peut jouer le dernier match de poule face à l'Iran en raison d'une suspension. Le Portugal s'incline en quart de finale face à l'Uruguay après une séance de tirs au but.

#### Avec les A
Rúben Dias honore sa première sélection en équipe nationale A le 28 mai 2018 lors d'un match de préparation à la Coupe du monde 2018 face à la Tunisie. Il est titularisé, joue l'intégralité de la partie, et les deux équipes se neutralisent (2-2).
En juin 2018, il est sélectionné par Fernando Santos pour participer au Mondial en Russie. Plus jeune joueur de l'effectif, il n'y joue aucun match.
Au sein d'une charnière portugaise vieillissante incarnée par Pepe et José Fonte, il s'impose progressivement au sein de l'équipe portugaise. Il remporte la Ligue des nations 2018-2019 et dispute la finale contre les Pays-Bas.
En mai 2021, il est retenu par Fernando Santos, le sélectionneur de l'équipe nationale du Portugal, pour participer à l'Euro 2020.
Le 10 novembre 2022, il est sélectionné par Fernando Santos pour participer à la Coupe du monde 2022.
En mai 2024, il fait partie de la liste des 26 joueurs convoqués par Roberto Martinez pour disputer l'Euro 2024.

## Statistiques
| Saison                | Club                  | Championnat           | Championnat | Championnat | Championnat | Coupe nationale | Coupe nationale | Coupe nationale | Coupe de la Ligue | Coupe de la Ligue | Coupe de la Ligue | Supercoupe | Supercoupe | Supercoupe | Compétition(s) continentale(s) | Compétition(s) continentale(s) | Compétition(s) continentale(s) | Compétition(s) continentale(s) | Coupe du monde des clubs | Coupe du monde des clubs | Coupe du monde des clubs | Total | Total | Total |
| Saison                | Club                  | Division              | M.          | B.          | P.d.        | M.              | B.              | P.d.            | M.                | B.                | P.d.              | M.         | B.         | P.d.       | Comp.                          | M.                             | B.                             | P.d.                           | M.                       | B.                       | P.d.                     | M.    | B.    | P.d.  |
| 2015-2016             | SL Benfica B          | Segunda Liga          | 26          | 0           | 0           | -               | -               | -               | -                 | -                 | -                 | -          | -          | -          | -                              | -                              | -                              | -                              | -                        | -                        | -                        | 26    | 0     | 0     |
| 2016-2017             | SL Benfica B          | Segunda Liga          | 28          | 0           | 0           | -               | -               | -               | -                 | -                 | -                 | -          | -          | -          | -                              | -                              | -                              | -                              | -                        | -                        | -                        | 28    | 0     | 0     |
| 2017-2018             | SL Benfica B          | Segunda Liga          | 1           | 0           | 0           | -               | -               | -               | -                 | -                 | -                 | -          | -          | -          | -                              | -                              | -                              | -                              | -                        | -                        | -                        | 1     | 0     | 0     |
| Sous-total            | Sous-total            | Sous-total            | 55          | 0           | 0           | -               | -               | -               | -                 | -                 | -                 | -          | -          | -          | -                              | -                              | -                              | -                              | -                        | -                        | -                        | 55    | 0     | 0     |
| 2017-2018             | Benfica Lisbonne      | Liga NOS              | 24          | 3           | 0           | 1               | 0               | 0               | 3                 | 1                 | 0                 | -          | -          | -          | C1                             | 2                              | 0                              | 0                              | -                        | -                        | -                        | 30    | 4     | 0     |
| 2018-2019             | Benfica Lisbonne      | Liga NOS              | 32          | 3           | 1           | 5               | 0               | 1               | 3                 | 0                 | 0                 | -          | -          | -          | C1+C3                          | 9+6                            | 0+1                            | 0+1                            | -                        | -                        | -                        | 55    | 4     | 3     |
| 2019-2020             | Benfica Lisbonne      | Liga NOS              | 33          | 2           | 2           | 5               | 0               | 0               | 2                 | 0                 | 0                 | 1          | 0          | 0          | C1+C3                          | 6+2                            | 0+1                            | 0+0                            | -                        | -                        | -                        | 49    | 3     | 2     |
| 2020-2021             | Benfica Lisbonne      | Liga NOS              | 2           | 1           | 0           | -               | -               | -               | -                 | -                 | -                 | -          | -          | -          | C1                             | 1                              | 0                              | 0                              | -                        | -                        | -                        | 3     | 1     | 0     |
| Sous-total            | Sous-total            | Sous-total            | 91          | 9           | 3           | 11              | 0               | 1               | 8                 | 1                 | 0                 | 1          | 0          | 0          | -                              | 26                             | 2                              | 1                              | -                        | -                        | -                        | 137   | 12    | 5     |
| 2020-2021             | Manchester City FC    | Premier League        | 32          | 1           | 0           | 4               | 0               | 0               | 3                 | 0                 | 0                 | -          | -          | -          | C1                             | 11                             | 0                              | 0                              | -                        | -                        | -                        | 50    | 1     | 0     |
| 2021-2022             | Manchester City FC    | Premier League        | 29          | 2           | 4           | 2               | 0               | 0               | -                 | -                 | -                 | 1          | 0          | 0          | C1                             | 8                              | 0                              | 1                              | -                        | -                        | -                        | 40    | 2     | 5     |
| 2022-2023             | Manchester City FC    | Premier League        | 26          | 0           | 0           | 3               | 0               | 0               | 1                 | 0                 | 0                 | 1          | 0          | 0          | C1                             | 12                             | 1                              | 0                              | -                        | -                        | -                        | 43    | 1     | 0     |
| 2023-2024             | Manchester City FC    | Premier League        | 30          | 0           | 0           | 4               | 0               | 1               | -                 | -                 | -                 | 1          | 0          | 0          | C1                             | 9                              | 0                              | 0                              | 1                        | 0                        | 0                        | 45    | 0     | 1     |
| 2024-2025             | Manchester City FC    | Premier League        | 27          | 0           | 0           | 5               | 0               | 0               | 1                 | 0                 | 0                 | 1          | 0          | 0          | C1                             | 7                              | 0                              | 0                              | 3                        | 0                        | 0                        | 44    | 0     | 0     |
| 2025-2026             | Manchester City FC    | Premier League        | 1           | 0           | 0           | 0               | 0               | 0               | 0                 | 0                 | 0                 | -          | -          | -          | C1                             | 0                              | 0                              | 0                              | -                        | -                        | -                        | 1     | 0     | 0     |
| Sous-total            | Sous-total            | Sous-total            | 145         | 3           | 4           | 18              | 0               | 1               | 5                 | 0                 | 0                 | 4          | 0          | 0          | -                              | 47                             | 1                              | 1                              | 4                        | 0                        | 0                        | 223   | 4     | 6     |
| Total sur la carrière | Total sur la carrière | Total sur la carrière | 291         | 12          | 7           | 29              | 0               | 2               | 13                | 1                 | 0                 | 5          | 0          | 0          | -                              | 73                             | 3                              | 2                              | 4                        | 0                        | 0                        | 415   | 16    | 11    |

### En sélection nationale
| Saison                | Sélection             | Phases finales              | Phases finales | Phases finales | Phases finales | Éliminatoires | Éliminatoires | Éliminatoires | Ligue Nations | Ligue Nations | Ligue Nations | Matchs amicaux | Matchs amicaux | Matchs amicaux | Total | Total | Total |
| Saison                | Sélection             | Compétition                 | M              | B              | Pd             | M             | B             | Pd            | M             | B             | Pd            | M              | B              | Pd             | M     | B     | Pd    |
| --------------------- | --------------------- | --------------------------- | -------------- | -------------- | -------------- | ------------- | ------------- | ------------- | ------------- | ------------- | ------------- | -------------- | -------------- | -------------- | ----- | ----- | ----- |
| 2017-2018             | Portugal              | -                           | -              | -              | -              | -             | -             | -             | -             | -             | -             | 1              | 0              | 0              | 1     | 0     | 0     |
| 2018-2019             | Portugal              | Ligue des nations 2018-2019 | 2              | 0              | 0              | 2             | 0             | 0             | 2             | 0             | 0             | 2              | 0              | 0              | 8     | 0     | 0     |
| 2019-2020             | Portugal              | -                           | -              | -              | -              | 6             | 0             | 0             | -             | -             | -             | -              | -              | -              | 6     | 0     | 0     |
| 2020-2021             | Portugal              | Euro 2020                   | 4              | 0              | 0              | 3             | 0             | 0             | 6             | 2             | 0             | 2              | 0              | 0              | 15    | 2     | 0     |
| 2021-2022             | Portugal              | -                           | -              | -              | -              | 4             | 0             | 0             | -             | -             | -             | 1              | 0              | 0              | 5     | 0     | 0     |
| 2022-2023             | Portugal              | Coupe du monde 2022         | 4              | 0              | 0              | 4             | 0             | 0             | 2             | 0             | 0             | 1              | 0              | 0              | 11    | 0     | 0     |
| 2023-2024             | Portugal              | -                           | 4              | 0              | 0              | 5             | 0             | 0             | -             | -             | -             | 3              | 1              | 0              | 12    | 1     | 0     |
| 2024-2025             | Portugal              | -                           | -              | -              | -              | -             | -             | -             | 7             | 0             | 1             | -              | -              | -              | 7     | 0     | 1     |
| Total sur la carrière | Total sur la carrière | Total sur la carrière       | 14             | 0              | 0              | 24            | 0             | 0             | 19            | 2             | 1             | 10             | 1              | 0              | 67    | 3     | 1     |

## Palmarès

### Palmarès collectif
| SL Benfica (2) | Manchester City (10) | Portugal (2)                                  |
| --- | --- | --------------------------------------------- |
| - Liga NOS - Champion: 2019 - Vice-champion: 2018 et 2020 - Supercoupe du Portugal - Vainqueur : 2019 - Coupe du Portugal - Finaliste : 2020 | - Premier League - Champion : 2021, 2022, 2023 et 2024 - Coupe de la Ligue - Vainqueur : 2021 - Coupe d'Angleterre - Vainqueur : 2023 - Finaliste : 2024, 2025 - Supercoupe de l'UEFA - Vainqueur : 2023 - Ligue des champions - Vainqueur : 2023 - Finaliste : 2021 - Coupe du monde des clubs de la FIFA - Vainqueur : 2023 - Community Shield - Vainqueur : 2024 - Finaliste : 2021, 2022 et 2023 | - Ligue des nations - Vainqueur: 2019 et 2025 |

## Distinctions personnelles
- Meilleur jeune joueur de l'année de Liga Nos en 2018
- Joueur de l'année FWA du Championnat d'Angleterre en 2021
- Premier League Player of the Season en 2021[20]
- Membre de l'équipe type du Championnat d'Angleterre en 2021 et 2023[21]
- Membre de l'équipe type de la Ligue des champions de l'UEFA en 2021 et 2023
- Membre de l'équipe type de FIFA FIFPro World11 en 2021, 2023 et 2024.
- Meilleur défenseur de l'année UEFA en 2021
- Nommé au Ballon d’or en 2021, 2023 et 2024
- Membre de l'équipe type du Onze d'or 2023[22]